# Teodosi de Barcelona
|  | Per a altres significats, vegeu «Teodosi». |

Teodosi de Barcelona (mort el 44) és una personalitat llegendària, que una tradició tardana documentada en obres historiogràfiques del segle xvi, pretén que fos el primer o el segon bisbe de Barcelona, en una llista de bisbes imaginaris, mort com a màrtir sota Tiberi.

## Historicitat
Les primeres fonts que el citen són del segle xvi. La còpia d'un episcopologi suposadament anterior i Francisco Diago el cita com a primer bisbe de la ciutat, amb dates que en situen la mort entre 39 i 94; en canvi, no el citen ni Jeroni Pau ni Vicenç Domènec. No hi ha, però, cap fonament ni font històrica que doni suport a la teoria; ans al contrari, no es troben mencions de la diòcesi de Barcelona fins al segle iv. Cap breviari de la catedral no el cita amb anterioritat al segle xvi, però; és també citat per la pretesa crònica de Luci Flavi Dextre, falsificació que va reescriure la història eclesiàstica hispànica, però com a segon bisbe després de l'imaginari Eteri de Barcelona i mort el 94. Els bolandistes van recollir la tradició.
Cap a mitjan segle xvii i al segle xviii, altres autors van encarregar-se de demostrar la inconsistència d'aquestes atribucions, però van continuar mantenint-se en alguns santorals i històries locals.

## Llegenda
Segons la llegenda, creada per tal d'endarrerir els orígens del bisbat de Barcelona fins als temps apostòlics, donant-li així més prestigi i preeminència sobre d'altres, Teodosi va ser el primer bisbe de Barcelona, o el segons després d'Eteri, cap als anys 30 o 40 i va ésser bisbe fins a la seva mort en l'any 34 o 44, martiritzat sota Claudi.
El succeí el també llegendari bisbe Víctor de Barcelona

## Veneració
La seva festivitat es fixà el suposat dies natalis, el 27 de febrer, és introduïda als martirologis locals per Tamayo, sense cap fonament. La història del sant té un abast local i mai no ha estat reconeguda per l'Església, per la qual cosa, Teodosi de Barcelona no figura al santoral ni al Martirologi romà. A més, l'aparició tardana de la llegenda ha fet que, en aquest cas, no arrelés a la ciutat, on no ha tingut mai cap devoció popular ni un culte reconegut. Només figura en algunes llistes de bisbes i en alguna pintura que pretenia reconstruir-ne la successió.